# Styggforsen
Styggforsen – wodospad w regionie Dalarna w Szwecji.
Styggforsen zlokalizowany jest na wschodnim skraju krateru uderzeniowego Siljan, powstałego 377 mln lat temu. U stóp wodospadu znajduje się grota Trollhålet.
W 1979 roku wokół wodospadu utworzono rezerwat przyrody o powierzchni ok. 12 ha. Rezerwat ten w 2005 roku włączono do sieci Natura 2000.
Styggforsen pojawił się w filmie Źródło reżyserii Ingmara Bergmana.